# Lichnov, Nový Jičín
Lichnov là một làng thuộc huyện Nový Jičín, vùng Moravskoslezský, Cộng hòa Séc.